# Hollogne-sur-Geer
Hollogne-sur-Geer (en wallon Hologne-so-Djer) est une section de la commune belge de Geer située en Région wallonne dans la province de Liège. C'était une commune à part entière avant la fusion des communes de 1977.
Code postal : 4250
Les décanteurs de l'ancienne râperie de Hollogne-sur-Geer constituent l'un des sites majeurs de l'ornithologie wallonne.

## Démographie
- Sources:INS, Rem:1831 jusqu'en 1970=recensements, 1976= nombre d'habitants au 31 décembre

## Patrimoine et culture

### Patrimoine architectural
- Église Saint-Brice de Hollogne-sur-Geer.
- Chapelle du Crucifix de Hollogne-sur-Geer dite Chapelle Là-Haut, rue de Celles.
- Ruines du château de Hollogne-sur-Geer.
- Ferme d'en bas.
- Moulin castral de Hollogne-sur-Geer.
- Brasserie castrale de Hollogne-sur-Geer.